# Gare de Hikari
La gare de Hikari (光駅, Hikari-eki) est une gare ferroviaire de la ville de Hikari, dans la préfecture de Yamaguchi au Japon. La gare est exploitée par la compagnie JR West.

## Situation ferroviaire
La gare de Hikari est située au point kilométrique (PK) 400,7 de la ligne principale Sanyō.

## Historique
La gare de Hikari a été inaugurée le 11 avril 1912.

## Service des voyageurs

### Accueil
La gare dispose d'un bâtiment voyageurs, avec guichets, ouvert tous les jours.

### Desserte
- Ligne principale Sanyō :
  - voie 2 : direction Tokuyama et Hōfu
  - voies 5 et 6 : direction Yanai et Iwakuni